# 呉三桂
呉 三桂（ご さんけい、拼音: Wú Sānguì ウ サンクィ）は、周の初代皇帝、明末清初の将軍。遼東で清軍に対峙していたが李自成の北京占領に際して清に味方し、清の中国平定に尽力した。平西王として勢力を揮うが後に清に背き、三藩の乱を引き起こした。周王朝（大周）を建国して皇帝を称したが、清に滅ぼされた。子に呉応熊ら、孫に呉世璠。

## 生涯

### 出自

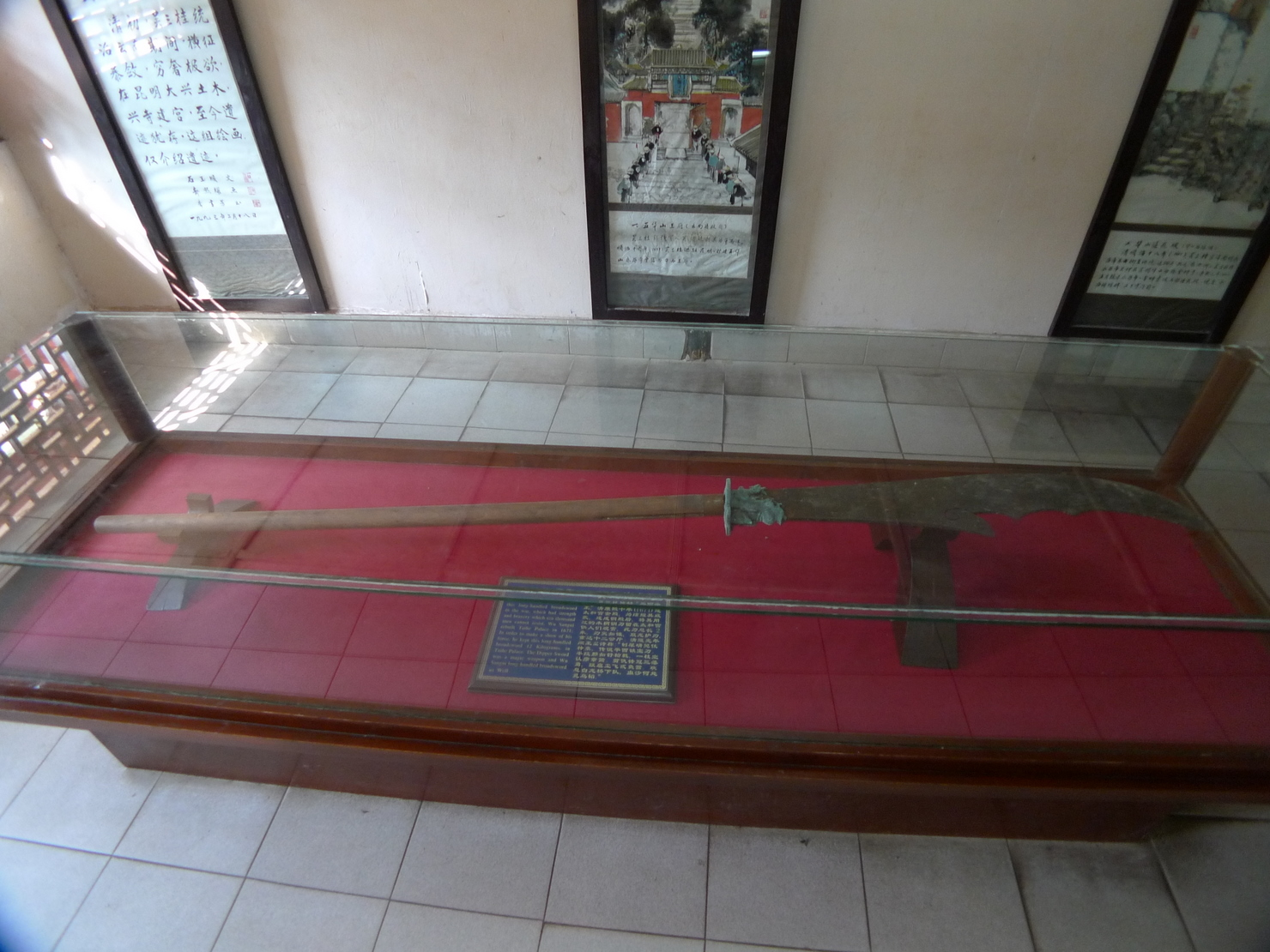
呉三桂が佩用したと伝わる大刀

呉家はもともと高郵（江蘇省）の出自だったが、父の呉襄は武官として遼東に居住することが多く、遼東に籍を移していた。遼東で生まれた呉三桂は、父の功績によって武将として取り立てられてから出世を重ね、崇禎14年（1641年）に提督として遼西の寧遠州城（現在の遼寧省興城市）で明軍を指揮し、清からの防備に当たった。
崇禎17年（1644年）、流賊出身で明に反旗を翻していた李自成の順軍が北京に迫るとの報を受けた朝廷は、呉三桂を平西伯に封じ、首都北京の防衛に当たらせることとした。しかし山海関から北京に向かう途中の灤州で北京陥落の報を受けた呉三桂は、山海関に引き返した。山海関において、西から李自成がしきりに呉三桂に投降を呼びかけ、東からドルゴン率いる清軍が迫っており、呉三桂は窮地に立っていた。

### 清への降伏

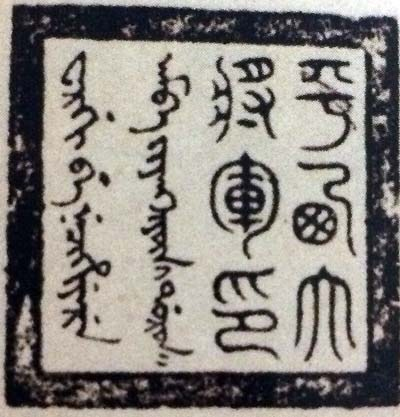
清の呉三桂に授与された「平西大将軍印(wargi be necihiyere amba jiyanggiyūn i doron)」

この時、父の呉襄をはじめ呉三桂の一族は北京におり、父からの勧告を受けた呉三桂は一時は順への投降を決めていたが、急に翻意して清のドルゴンに難攻不落と言われた山海関を明け渡し、李自成を討つための援助を求めた。継母の兄にあたる祖大寿が既に清に投降しており、その勧告を採用したともいわれるが、順軍の規律が緩み、民衆に支持されなかったことを知り、自身が北京を解放することにより至高の地位を得ようという野心を持った、という説もある。
ドルゴンは呉三桂の要請を容れ、そのまま北京に進軍を開始した。清と呉三桂の軍は李自成率いる順軍を激戦の末打ち破り、そのまま北京への入城を果たした。その際に李自成に伴われた父の呉襄、北京にいた呉三桂の家族らが李自成に殺されているが、その見返りとして呉三桂は平西王に封ぜられた。
呉三桂に限らず、清は中国侵入にあたり尚可喜・耿仲明らの漢人武将を重用している。彼らの軍事力は清にとって大きな価値があり、また脅威でもあった。呉三桂は陝西・四川方面へ転戦して清に反する流賊を討伐し、順治14年（1657年）に平西大将軍に任ぜられて明の残党勢力である南明政権の討伐にあたる。雲南・貴州方面を攻略してそのまま雲南に封じられた。康熙元年（1662年）に、ビルマ王ピエ・ミンの裏切りで、桂王・桂王太子父子を呉三桂に引き渡された。呉三桂は桂王父子を昆明（雲南省）で縊り殺したとも、火刑に処したともいう。このときに桂王の生母の馬太后マリアから「この逆臣めが！我は死してもなお、地下から汝の屍が尽く砕かれるのを見張ってやる！」と罵られたと伝わる。ついに明の皇統は完全に滅亡し、清は呉三桂に親王の爵位を賜うことで報いた。

### 冠を衝く一怒は紅顔の為なり
山海関で順と清の軍勢に挟まれる形で窮地に立っていた呉三桂が異民族である清軍に降った経緯に関しては、諸説があり確かな結論は無い。宋代以降、異民族と戦った将軍を英雄視する社会の中で、結果として異民族に中国を売り渡したと評せられるこの行為に対し、陳円円という美女のせいであるという話が早くから流布している。
蘇州の歌姫で絶世の美女と称せられた陳円円は、もともと崇禎帝のために周皇后の父の周奎が買い求め、皇帝の寵愛を受けないうちに呉三桂が見初めていた。呉三桂が遼寧に出征した際に陳円円は呉襄の屋敷に住むことになったが、この直後に北京は順軍に占領された。そして李自成の武将である劉宗敏に陳円円が奪われたことを知った呉三桂は激怒して、父に詰問状を送るとそのまま清軍に援助の要請を行った、というのである。
この話は『明史』にも載っているが、果たして呉三桂の真意がどこにあったかは不明である。しかし早くから民間には陳円円に関する説話が広まっており、同時代の詩人である呉偉業（梅村）は七言古詩『円円曲』を詠み、その中で「冠を衝く一怒は紅顔の為なり」（呉三桂の怒りは陳円円のためだ）と謡っている。ただし、呉三桂の評判が芳しくないことから、その背信行為を憎む後世の人々が作り上げた話だといえなくもない。

### 三藩の乱
平西王として雲南に割拠した呉三桂、平南王の尚可喜、靖南王の耿仲明は三藩と称され、強大な軍閥として清の従属国というよりはほぼ独立国として君臨していた（ここでいう三藩とは明朝再興のため擁立された南明の福王・唐王・桂王などの前三藩とは別に後三藩と称される）。
三藩は領内の官吏任命権をもち、軍事・行政面で北京の朝廷と完全に一線を画していた。特に呉三桂は清から毎年莫大な軍事費を支給され、チベットとの貿易や鉱山開発、銅銭の私鋳などにより巨利を得ていた。こうした三藩の隆盛を苦々しく思っていた康熙帝は三藩を抑えた中国全土の直接支配を目論んでいた。
康熙12年（1673年）、尚可喜が故郷の遼東への帰郷と子の尚之信への藩王継承を申し出たが、それに対する康熙帝の答えは尚可喜の帰郷は許すが藩の廃止を要求するものだった。藩王の世襲を当然と考えていた呉三桂及び耿精忠（耿仲明の孫）は驚き、すぐに清に藩の廃止策の撤廃を請求した。康熙帝の答えは変わらず、ここへ来て呉三桂は清への従属をやめて独立の意思を表明、周を建国して、後に天下都招討兵馬大元帥を自称して清の領内への侵攻を開始した。
当初は呉三桂の周軍の快進撃が続き、尚之信や耿精忠や陝西提督王輔臣、広西将軍孫延齢が清に背き、台湾の鄭経も反乱に呼応した。しかし三藩や他の有力者が造反したといってもその足並みは揃わず、呉三桂の掲げる「女真族を追い出し漢民族の国を建てる」という大義も、自身が女のために清軍を引き入れたという風説、明の末裔である桂王を殺したという悪評を考慮すると極めて色褪せたものに過ぎず、決して民衆の支持を得られなかった。一時は長江以南を制圧した周軍も、漢人が主力となった清軍の反撃に遭い、康熙15年（1676年）に尚之信が、康熙16年（1677年）に耿精忠が清に降伏し呉三桂は孤立していった。

### 皇帝即位
康熙17年（1678年）3月、呉三桂は形勢逆転を狙ったかそれとも死期を悟り観念したか、湖南の衡州（湖南省衡陽市）で帝位に就いた。国号を大周とし、元号を昭武と定め、新王朝の建国を高らかに宣言した。しかし同年8月15日に67歳で崩御し、孫の呉世璠が帝位を継承した。死の直前に呉三桂の女婿の胡国柱が清に帰順しようとした報を聞いて憤死した説もある。

## 登場作品
小説
- 井上祐美子『紅顔』
- 司馬遼太郎『韃靼疾風録』
- 金庸『鹿鼎記』徳間書店、徳間文庫

映画
- 『チャウ・シンチーのロイヤル・トランプ2』（原題：鹿鼎記2 神龍教）1992年、秦沛

ドラマ
- 『雪山飛狐』1999年、演：羅楽林
- 『康熙王朝』2001年、演：曹永祥
- 『鹿鼎記』2008年、演：涂們（中国語版）
- 『諍い女たちの後宮（中国語版）』2012年、演：王絵春（中国語版）
- 『鹿鼎記 ロイヤル・トランプ（中国語版）』2014年、演：馮進高
- 『皇貴妃の宮廷（中国語版）』2015年、陳之輝（中国語版）
- 『皇后の記（中国語版）』2015年、演：邵嘯峰
- 『龍珠伝 ラストプリンセス』2016年、演：劉立偉（中国語版）
- 「袁崇煥」2017年、日本未公開、演：于戦江